# Escuela Superior de Arte Dramático de Málaga
La Escuela Superior de Arte Dramático de Málaga, dependiente de la Consejería de Educación de la Junta de Andalucía e integrada en las Enseñanzas Artísticas Superiores, es un centro de estudios teatrales centrado en las especialidades de Interpretación, en los itinerarios de Interpretación textual, Interpretación musical y Dirección de Escena y Dramaturgia.

## Historia
La Escuela Superior de Arte Dramático de Málaga tiene sus orígenes en 1947 como sección del Conservatorio Superior de Música de la ciudad, para continuar la tradición de la Academia de Declamación que en el último tercio del siglo XIX fundaron en Málaga Narciso Díaz de Escobar y José Ruiz Borrego, que entre sus alumnos contó con Rosario Pino y Ana Adamuz, primera catedrática de la ESAD.
En 1972 pasa a denominarse Conservatorio Superior de Música y Escuela Superior de Arte Dramático y Danza de Málaga, con sede en la Plaza Maestro Artola. En 1988 las enseñanzas teatrales y de danza se escinden del Conservatorio Superior de Música creándose así la Escuela Superior de Arte Dramático y Danza, y siendo nombrado como primer director José Oscar Romero Gómez.
En 1995 se separan administrativa y físicamente la Escuela Superior de Arte Dramático y el Conservatorio Superior de Danza, siendo su sede un antiguo edificio situado en la Alameda de Capuchinos. 
Desde septiembre de 2009 la ESAD de Málaga se ubica en la zona universitaria de Teatinos, en una construcción de nueva planta que atiende las especificidades educativas de las enseñanzas artísticas que allí se imparten.

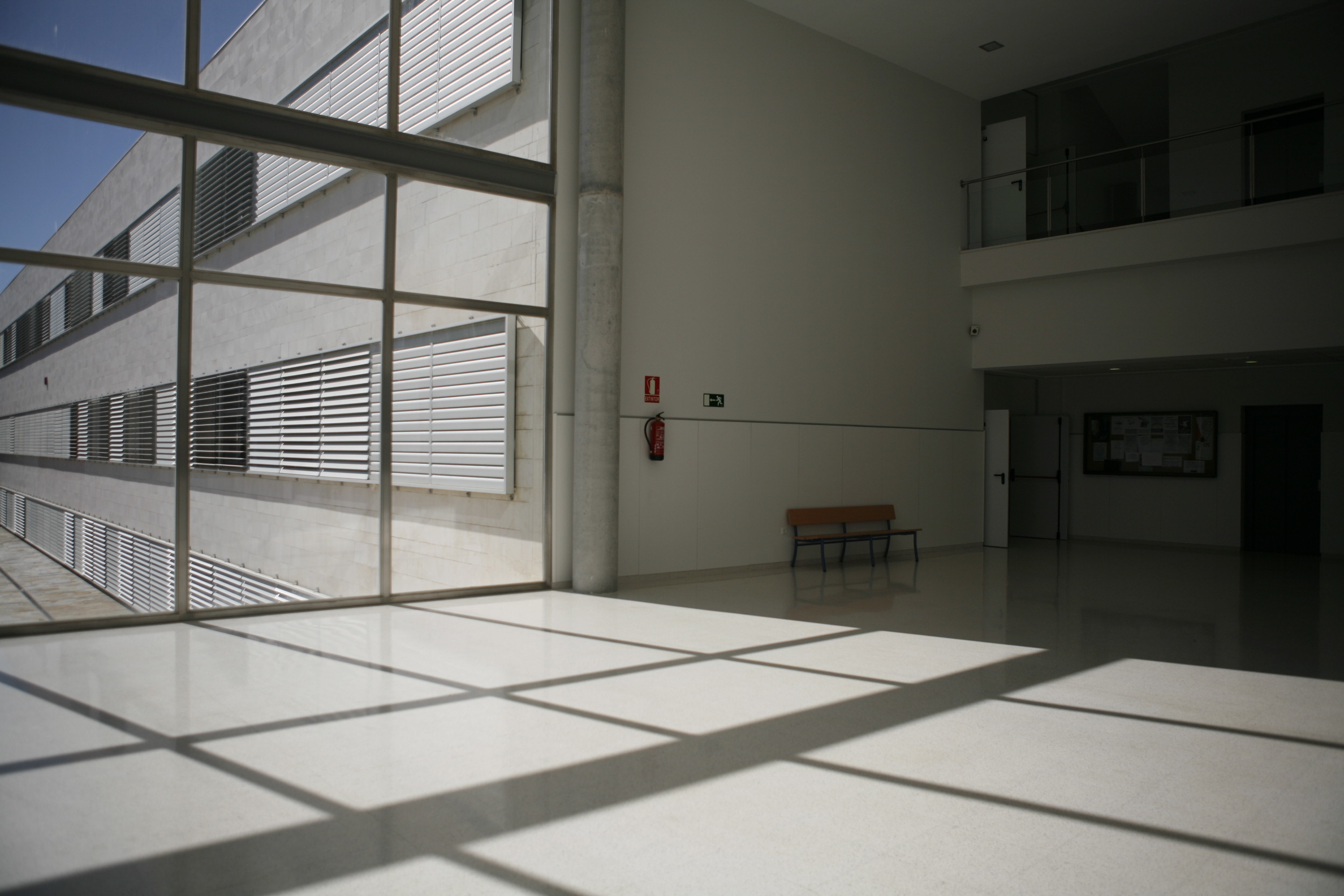
Vestíbulo de la ESAD.

## Plan de estudios
La Escuela Superior de Arte Dramático de Málaga imparte enseñanzas artísticas superiores reguladas según Real Decreto 1614/2009 y otorga, en convergencia con otras titulaciones artísticas europeas, el título de grado.
En 2024 se aprueba la Ley 1/2024, de 7 de junio, por la que se regulan las enseñanzas artísticas superiores y se establece la organización y equivalencias de las enseñanzas artísticas profesionales. La aprobación y promulgación de esta ley supone un hito destacado en la historia de las enseñanzas artísticas superiores en España, en tanto que regula y otorga plena categoría de enseñanzas superiores. Al igual que ocurriera con el Real Decreto 1614/2009, la Conferencia de Rectores de las Universidades Españolas expresó sus objeciones a la Ley 1/2024.

### Especialidades
La Escuela Superior de Arte Dramático de Málaga oferta dos especialidades que atienden a la formación de diferentes perfiles de profesionales de las artes escénicas: Interpretación, en los recorridos textual y musical, y Dirección de Escena y Dramaturgia.

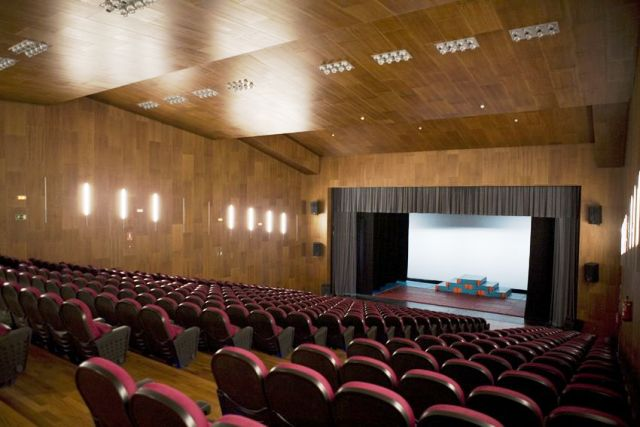
Teatro de la ESAD.

#### Interpretación textual
Este itinerario se centra en la formación de intérpretes cuya herramienta básica es la palabra hablada. A lo largo de los cuatro cursos lectivos que comprenden estas enseñanzas, los estudiantes cursan asignaturas como interpretación, técnica vocal, música, literatura dramática o expresión corporal, entre otras.

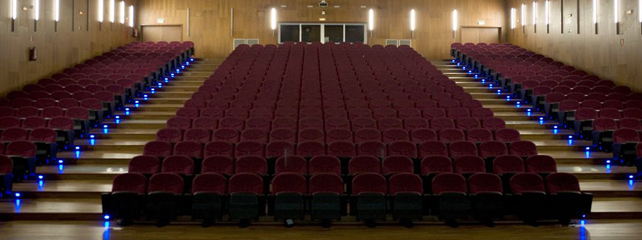
Teatro de la ESAD.

#### Interpretación musical
El recorrido de Interpretación musical persigue la formación de profesionales que hagan de la voz cantada su instrumento fundamental. Tras la superación de los 360 créditos ECTS y los cuatro cursos lectivos de los que constan estas enseñanzas, los estudiantes recibirán, entre otras, lecciones de danza, música, canto o interpretación.

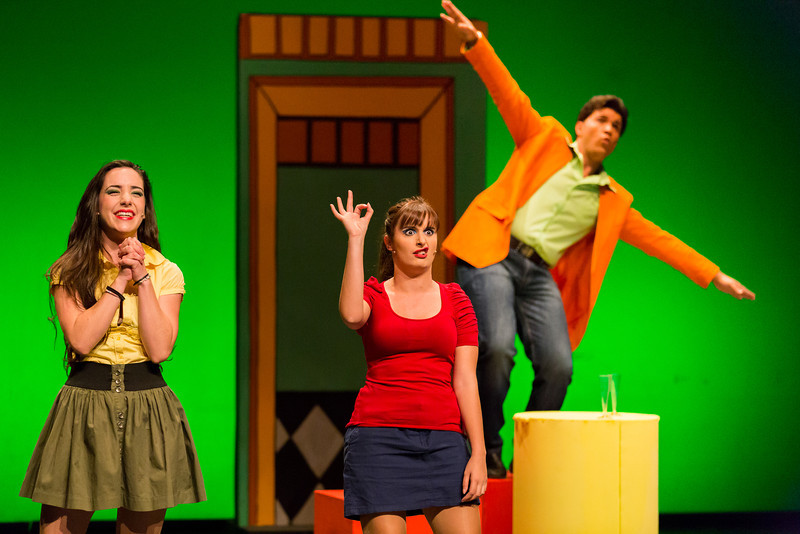
Representación musical en la ESAD.

#### Dirección de Escena
El alumnado que cursa el recorrido de Dirección escénica obtiene unos conocimientos profundos sobre el arte de la dirección escénica. Tras cuatro cursos lectivos y la superación de 360 créditos ECTS, el alumnado aprende sobre la dirección de actores, el guion cinematográfico o, entre otras, espacio escénico.

#### Dramaturgia
Este itinerario se centra en la formación de profesionales de la escritura dramática. Tras la superación de 360 créditos ECTS y cuatro cursos lectivos, los estudiantes habrán adquirido los conocimientos y las herramientas fundamentales para la escritura teatral, así como para la investigación teórica sobre el fenómeno literario y escénico de la dramaturgia.

## Programa Erasmus
La Escuela Superior de Arte Dramático de Málaga está adherida al Programa Erasmus para la movilidad de estudiantes y mantiene acuerdos bilaterales con las siguientes instituciones europeas dedicadas a las enseñanzas artísticas:
- Escuela Superior de Teatro y Cine de Lisboa, Portugal.
- The Academy of Performing Arts de Bratislava, Eslovaquia.
- Conservatorio de Rennes, Francia.
- The Theatre Academy of Finland, Helsinki, Finlandia.
- University of Peloponnese, con campus en diferentes ciudades en Grecia.
- Joseph Haydn Konservatorium de Eisenstadt, Austria.
- Universität Hildesheim de Hildesheim, Alemania.
- Universidad Eötvös Loránd de Budapest, Hungría.

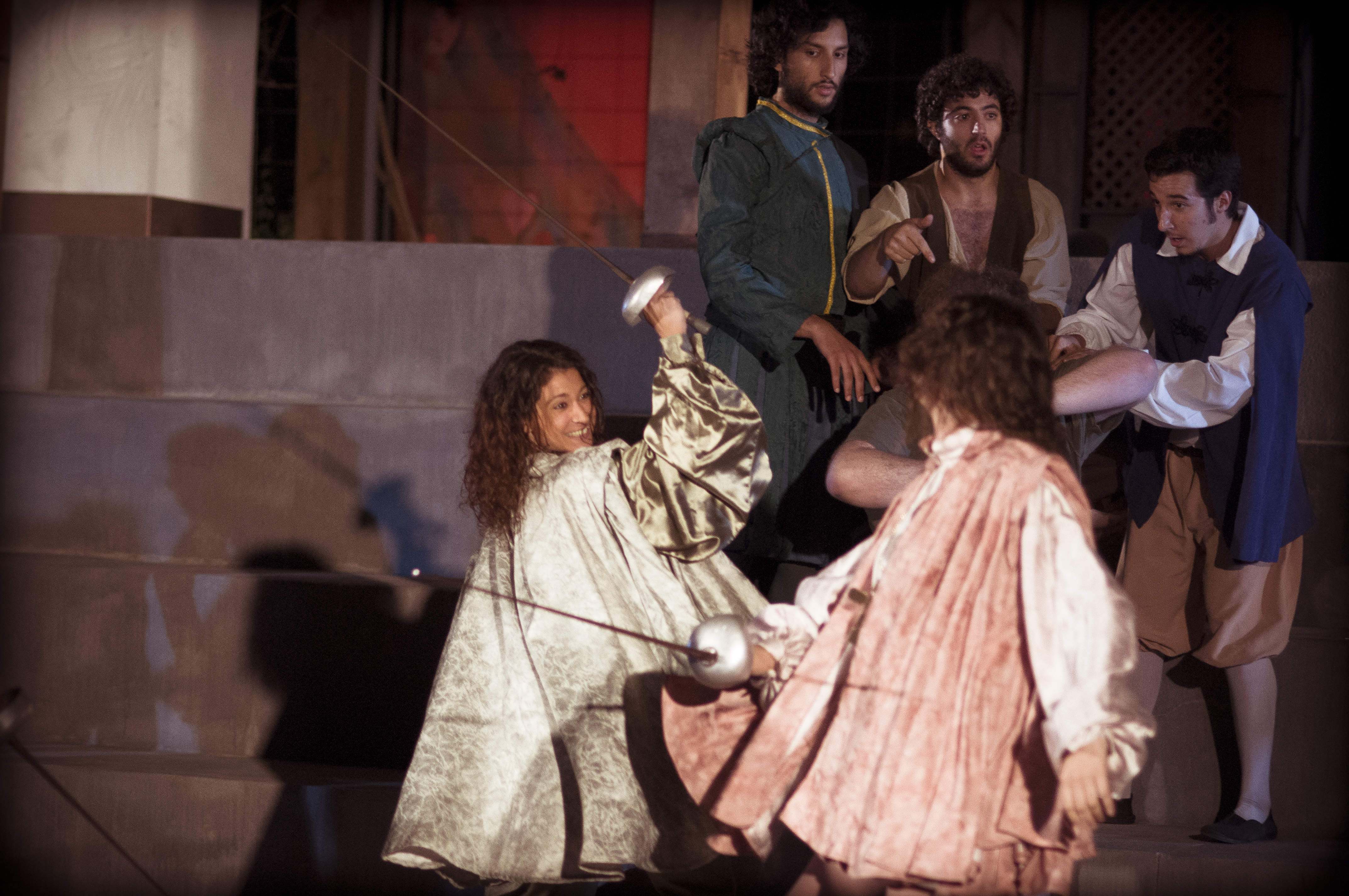
Siglo de Oro en el patio de la ESAD.

## Artistas
La Escuela Superior de Arte Dramático de Málaga ha formado a lo largo de su historia a intérpretes y directores de escena de reconocido prestigio. Algunos de ellos son, entre muchos profesionales, contrastados artistas nacionales como Antonio Banderas, Fran Perea, Javier Parra, Joaquín Núñez, Maggie Civantos, Alberto Amarilla, María Barranco, Antonio Chamizo, Sergio Rubio, Pasión Vega, Ramón Salazar, Antonio Zafra, Víctor Castilla, Pablo Puyol, Belén Cuesta, Jaime Ordóñez, Roko o Virginia Nölting artistas que han formado parte de compañías teatrales como el CDN, Animalario, El espejo negro o Laví e Bel.

## Otros centros
En España, además de la Escuela Superior de Arte Dramático de Málaga, existen otros catorce centros superiores para el estudio del arte dramático. Véase el artículo Escuela Superior de Arte Dramático para obtener el listado completo.